# Microcentrum nigrolineatum
Microcentrum nigrolineatum är en insektsart som först beskrevs av Bruner, L. 1915.  Microcentrum nigrolineatum ingår i släktet Microcentrum och familjen vårtbitare. Inga underarter finns listade i Catalogue of Life.